# 갈라유자와선
갈라유자와선(일본어: ガーラ湯沢線 Gāra-yuzawa-sen[*])은 일본 니가타현 유자와정에 위치한 철도 지선철도의 비공식 명칭으로, 동일본여객철도(JR 동일본)에서 운영한다.
이 표준궤 노선은 조에쓰 신칸센의 에치고유자와역에서 갈라유자와역까지 연장되는 1.8km 지선철도이지만, 공식적으로는 (협궤) 조에쓰선의 지선으로 분류된다. 이 노선에는 중간 역이 없다.
갈라유자와역은 인근 갈라 유자와 스키장을 서비스하며 (스키 리프트는 역에서 직접 운영), 역은 겨울철에만 사용된다. 스키 시즌 동안, 도쿄발 다니가와 (열차) 서비스는 갈라유자와까지 연장 운행된다. 이 노선의 모든 열차는 "특급열차"로 분류되므로, 특급 요금이 부과된다.
이 지선은 원래 유지보수 목적으로 건설되었으나, JR 동일본이 스키장을 개발하면서 1990년 12월 20일부터 여객 서비스용으로 개선되었다. 겨울 시즌 외에는 에치고유자와역에서 종착하거나 출발하는 열차를 전환하는 데 사용된다. 1997년 10월 1일부터 다니가와 (열차) 서비스는 도쿄와 에치고유자와 간 모든 역 정차 서비스에 사용되었으며, 도키 (열차) 모든 역 정차 서비스를 대체했지만, 이 서비스는 2002년 12월부터 도쿄역에서 니가타역까지의 아사히 (열차) 서비스를 대체하기 위해 부활했다.

## 운행 차량
- 신칸센 E7계·W7계 전동차 (2019년 3월 3일부터)

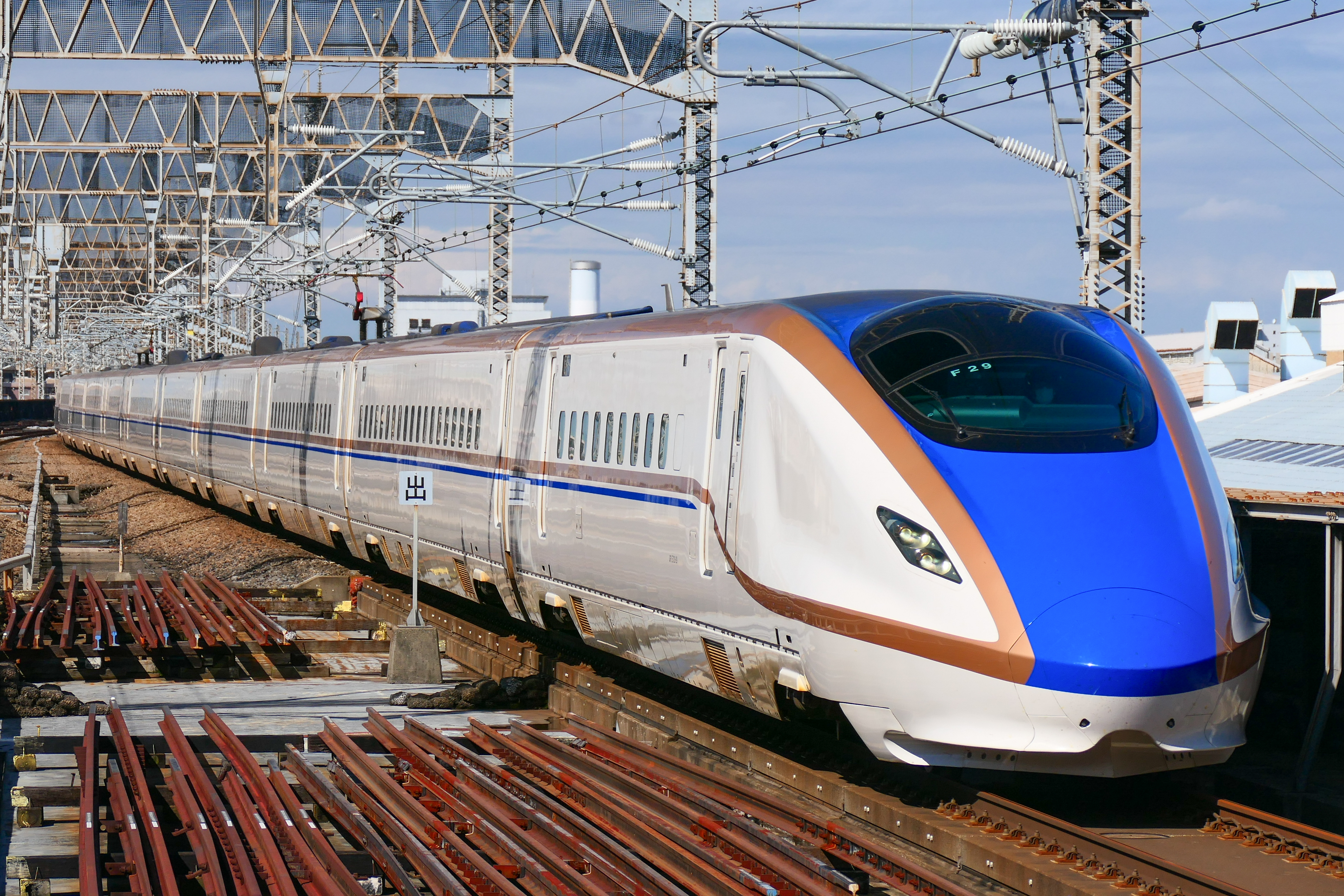
오미야역에 진입하는 다니가와 410호 서비스의 E7계 신칸센 F29편성

## 이전 운행 차량
- 신칸센 200계 전동차 10량 "K" 편성 (1997년 10월 1일 – 2013년 3월 15일)
- 신칸센 E1계 전동차 (Max 다니가와) (1997년 10월 1일 - 2012년 9월 28일)
- 신칸센 E2계 전동차 10량 편성 (2013년 1월 26일 - 2023년 3월 17일)
- 신칸센 E4계 전동차 (Max 다니가와) (2001년 5월 7일 - 2021년 10월 1일)

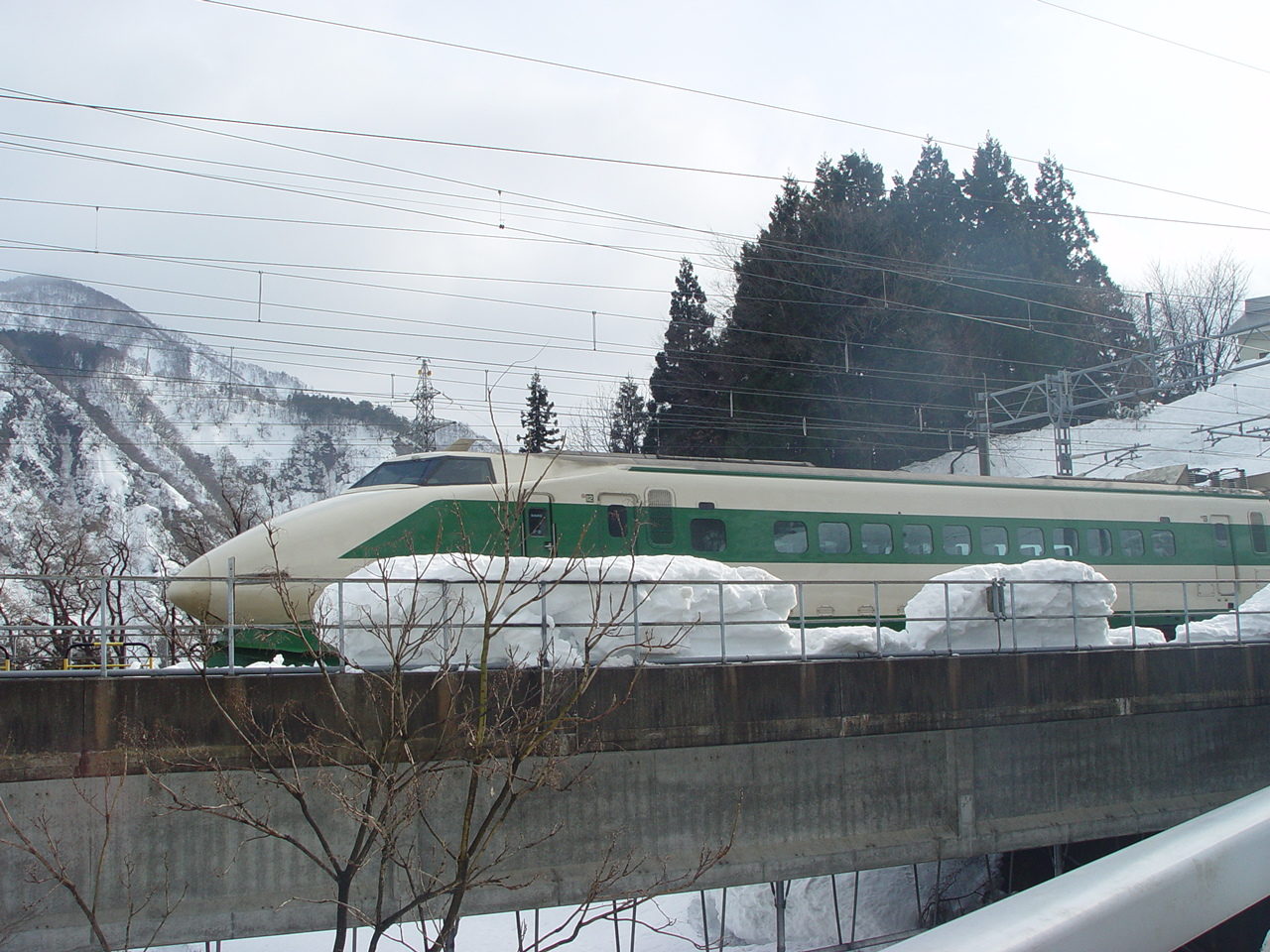
갈라유자와역에 접근하는 200계 신칸센
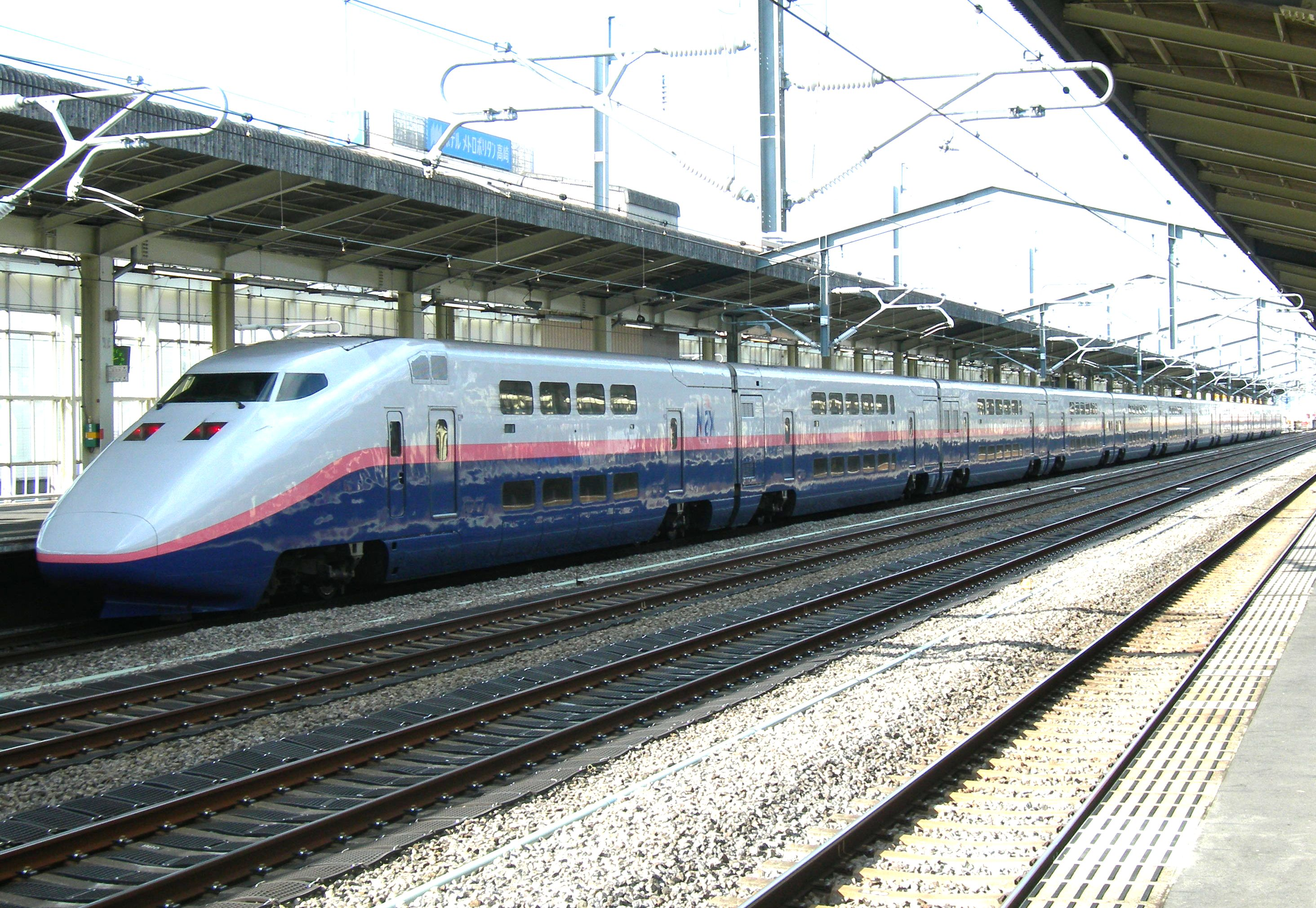
다카사키역에 정차한 E1계 신칸센
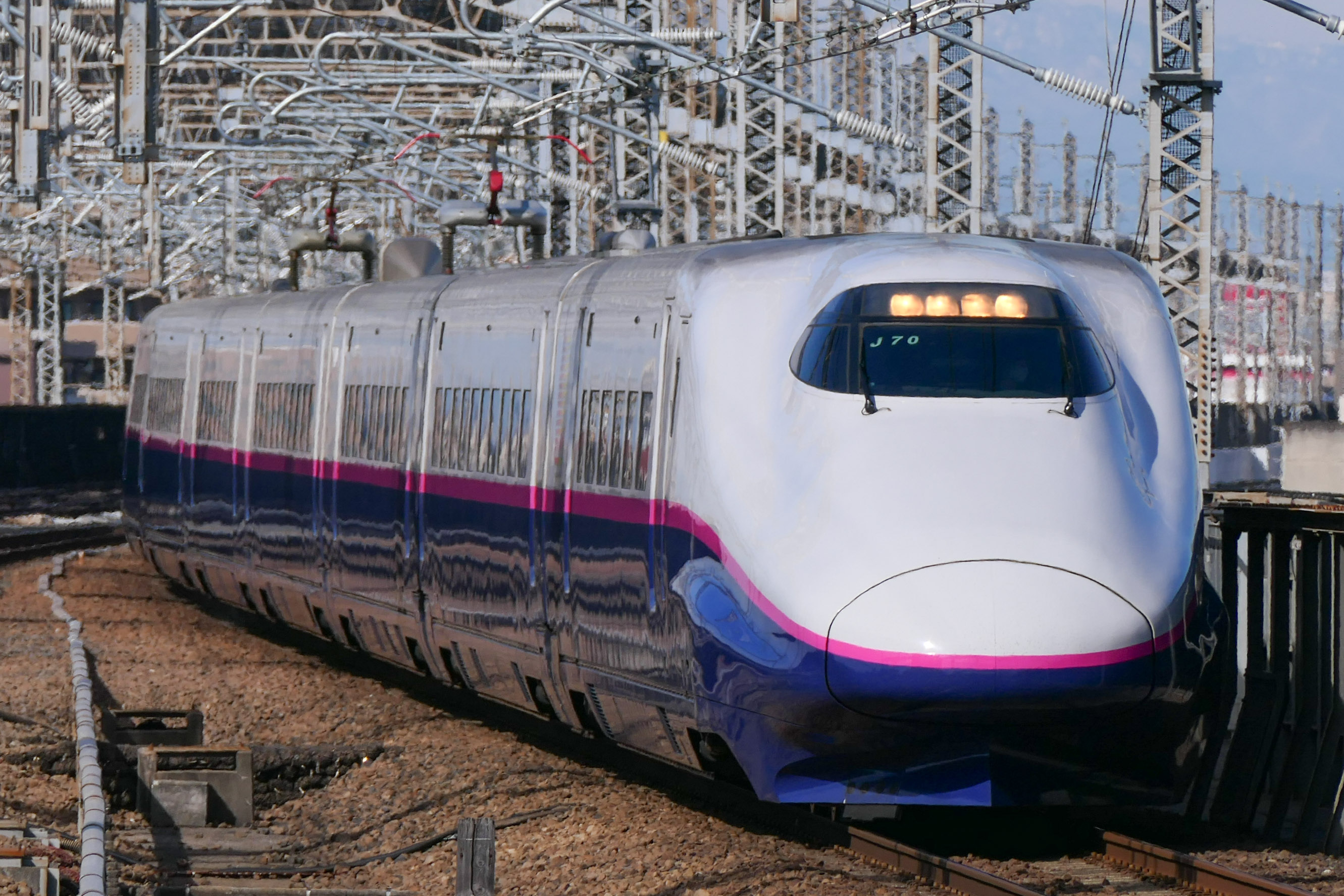
갈라유자와선에서 이전에 사용되었던 것과 유사한 E2-1000계 J70편성
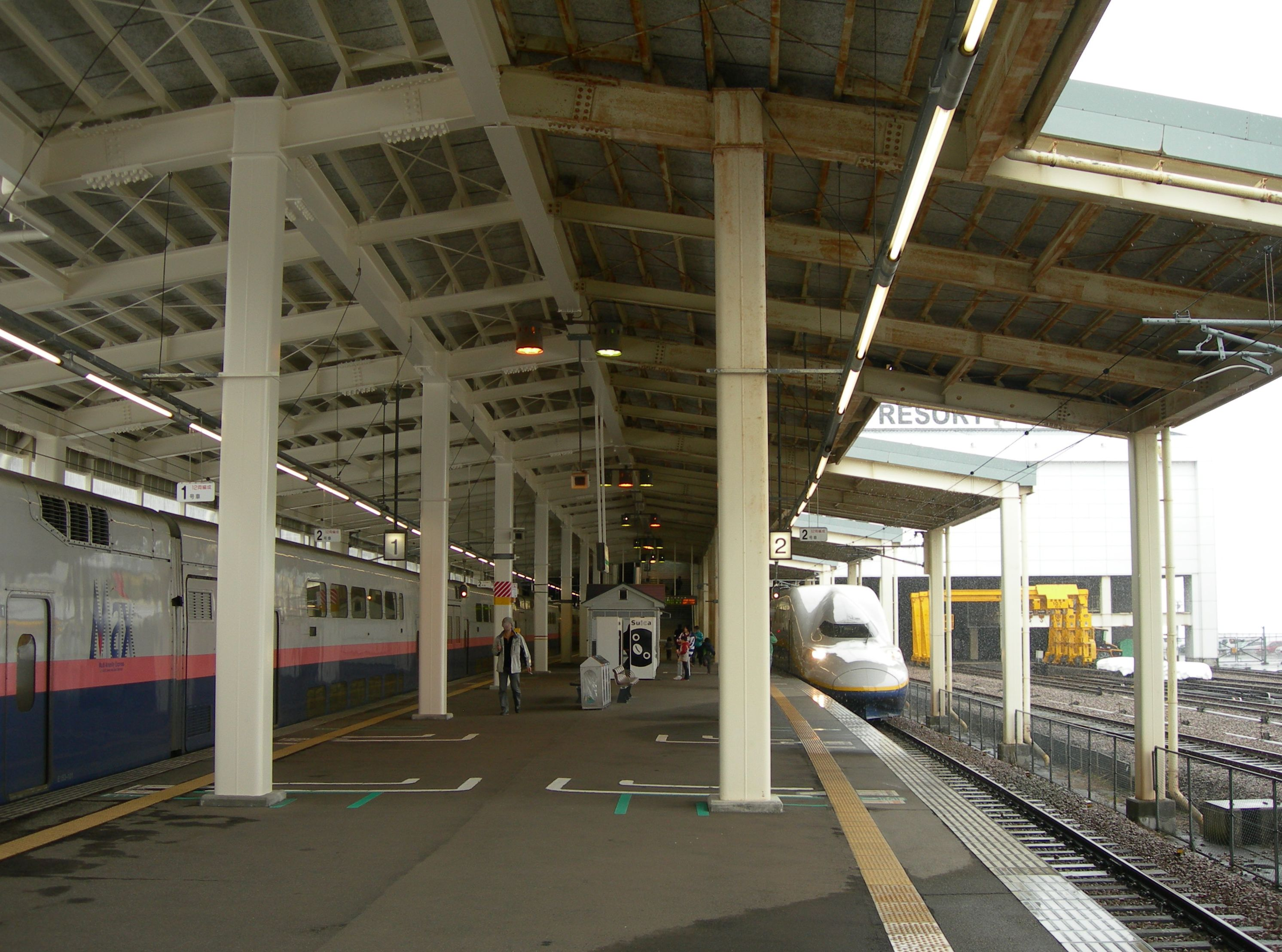
2010년 3월 갈라유자와역에 정차한 두 대의 E4계 신칸센

## 같이 보기
- 하카타미나미선, 신칸센 네트워크의 유사한 구간으로 재래선으로 분류됨